# Anastatus mantis
Anastatus mantis is een vliesvleugelig insect uit de familie Eupelmidae. De wetenschappelijke naam is voor het eerst geldig gepubliceerd in 1885 door Ashmead.